# Jakob Ziegler (Theologe)

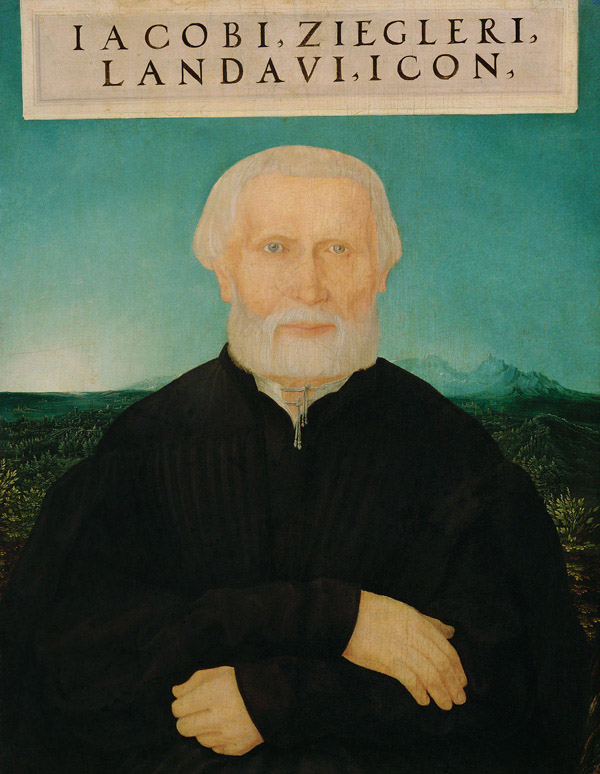
Porträt Zieglers von Wolf Huber.

Jakob Ziegler, auch Jacobus Lateranus oder Jacobus Zeiglerius (* um 1470 in Landau an der Isar; † August 1549 in Passau) war ein deutscher Theologe, Mathematiker, Astronom, Geograph und Humanist.

## Leben und Wirken
Jakob Ziegler war zeitlebens viel auf Reisen. Nach einem Aufenthalt in Rom zunächst gegen den Papst eingestellt, entzweite er sich mit Reformationsanhängern und wurde schließlich vom Passauer Bischof Wolfgang von Salm aufgenommen.
Jakob Zieglers kritischer Kommentar zum zweiten Buch der „Naturgeschichte“ von Plinius übte eine große Wirkung aus. Diesen brachte er 1531 heraus und fügte auch einen Teil mit astronomischen Anmerkungen von Georg Tannstetter („Collimitius“) bei – diese stützten sich auf Unterrichtstexte, die von Tannstetters Schüler Joachim Vadian niedergeschrieben worden waren.
Als (kurzzeitig tätiger) Professor für Theologie in Wien war Ziegler Autor des Buches Schondia über Palästina (1532). Diesem lagen sieben Karten bei, welche die Heilige Schrift erläutern, und eine Karte von Fennoskandinavien. Diese dienten später dem Kartografen Gerhard Mercator als Vorlage für seine Karte des Heiligen Landes.

## Schriften
- Jacobi Zigleri ex Landau Bauariae contra Heresim Valdensium libri quinque. Leipzig 1512.
- Libellus adversus Jacobi Stunicae maledicentiam, pro Germania.
- Catalogus omnium Erasmi Roterodami lucubrationum. Basel 1523.
- Historia Clementis VII. Pont. Rom.
- Jacobi Ziegleri, Lancavi, Bavari, In C. Plinii de Naturali Historia librum secundum commentarius, quo difficultates Plinianae, praesertim astronomicae, omnes tolluntur. ... Item, Georgii Collimitii, et Joachimi Vadiani, in eundem secundum Plinia scholia quaedam. Henricus Petrus, Basel 1531.
- Quae Intus Continentur Syria, Palestina, Arabia, Aegyptus, Schondia, Holmiae, Regionum Superiorum (= Schondia). Straßburg 1532.